# Zier-Erdbeere
Die Zier-Erdbeere ist ein Additionsbastard aus der Gartenerdbeere (Fragaria × ananassa = Fragaria chiloensis x Fragaria virginiana) und dem Sumpf-Blutauge (Potentilla palustris). Es sind also Arten aus zwei Gattungen an der Kreuzung beteiligt: acht ihrer zehn Chromosomensätze stammen von der schon polyploiden Erdbeere und zwei vom Sumpf-Blutauge. Die Zier-Erdbeere ist der Erdbeere sehr ähnlich und trägt essbare Früchte, hat aber rosa Blüten. Da bei ihrer Züchtung mehr Wert auf dekorative Blüten als auf den Fruchtertrag gelegt wurde, ist sie als Zierpflanze anzusehen.

## Sorten
- Pink Panda
- Gerald Straley (mit leuchtend roten Blüten)

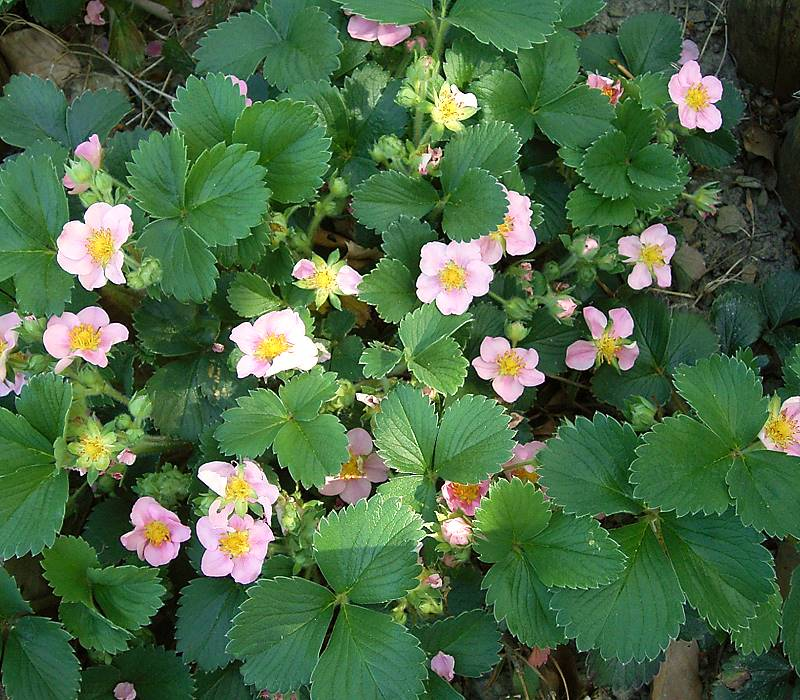
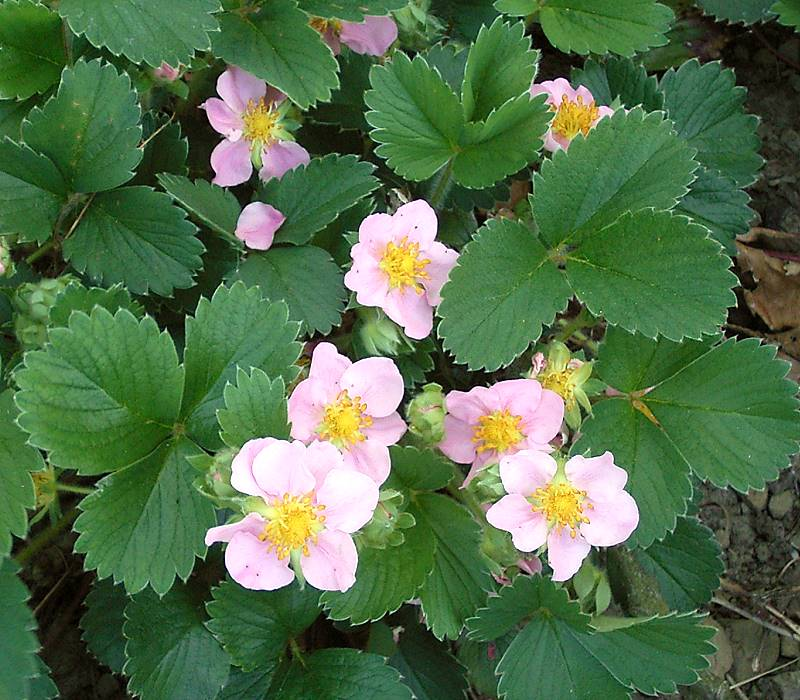
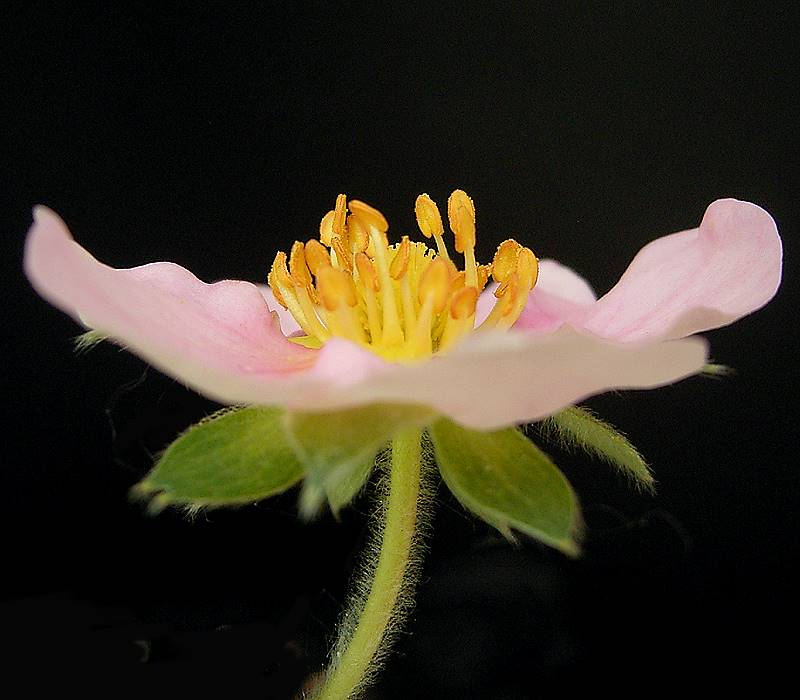
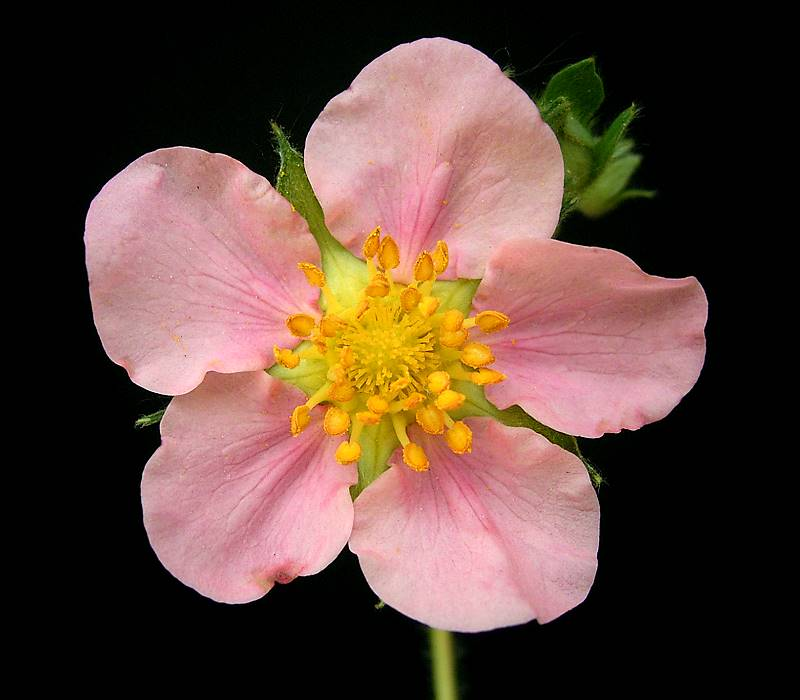